# Міста Венесуели
За офіційними даними на 2011 рік, у Венесуелі було понад 120 міст з населенням понад 20 тис. жителів. Найбільшим містом є столиця країни Каракас, який разом з містами Маракайбо та Валенсія мав понад мільйон жителів; 2 міста з населенням 500÷1000 тис.; 42 міста з населенням 100 000 ÷ 500 000; 41 місто з населенням 50 000 ÷ 100 000; 37 міст з населенням 25 000 ÷ 50 000 і кілька міст з населенням менше 25 тис жителів.
| Місто                  |
| ---------------------- |
| Акарігуа               |
| Баринас                |
| Баркісімето            |
| Барселона              |
| Валенсія               |
| Гуанаре                |
| Гуатіре                |
| Ель-Токуйо             |
| Кабімас                |
| Камігуан               |
| Каракас                |
| Кларінес               |
| Куа                    |
| Кумана                 |
| Ла-Асунсьйон           |
| Ла-Вела-де-Коро        |
| Ла-Гуайра              |
| Лос-Текес              |
| Маракай                |
| Маракайбо              |
| Матурин                |
| Мерида                 |
| Пуерто-Кабельйо        |
| Пуерто-ла-Крус         |
| Сабанета               |
| Сан-Кристобаль         |
| Сан-Феліпе (Венесуела) |
| Сан-Хуан-де-лос-Моррос |
| Санта-Ана-де-Коро      |
| Сьюдад-Болівар         |
| Сьюдад-Гуаяна          |
| Трухільйо (Венесуела)  |
| Турмеро                |
| Хуан-Грієго            |